# Remedius van Keulen
Remedius was rond 627 bisschop van Keulen.

## Biografie
Bij Gelenius is 18 januari als onbevestigde overlijdensdatum overgeleverd. Remedius en zijn voorlaatste voorganger Solatius zijn de laatste Keulse bisschoppen om een Romaanse naam te dragen.